# Le Lari
Le Lari sono un massiccio montuoso dell'Appennino Pistoiese che raggiunge la massima elevazione con la Croce delle Lari a 1200 m s.l.m.
Vi nasce il fiume Reno, ma anche alcuni suoi affluenti ed altri del fiume Lima (Limestre) e dell'Arno.
È caratterizzato da declivi abbastanza dolci ed ammantati di praterie e di foreste in tutti i versanti.
Nel XX secolo è stato oggetto d'importanti opere di bonifica forestale ad opera della S.M.I. di Campo Tizzoro.